# Christian Otto Mohr
Christian Otto Mohr, mais conhecido como Otto Mohr (Wesselburen, 8 de outubro de 1835 — Dresden, 2 de outubro de 1918) foi um engenheiro analista estrutural alemão.

## Vida e trabalho
Iniciou o estudo de engenharia com 16 anos de idade na Universidade de Hanôver. Um de seus professores foi Moritz Rühlmann, que foi aluno de Johann Andreas Schubert. Em 1855 foi auxiliar de engenheiro e depois engenheiro das Reais Estradas de Ferro (Königlich Hannöverschen Staatseisenbahnen - HSEB) em Lüneburg. Em 1860 publicou um trabalho sobre flexão de vigas.
Entre sua produção científica Mohr é mais conhecido por ter desenvolvido um método gráfico simples para determinação das tensões principais, o círculo de Mohr.

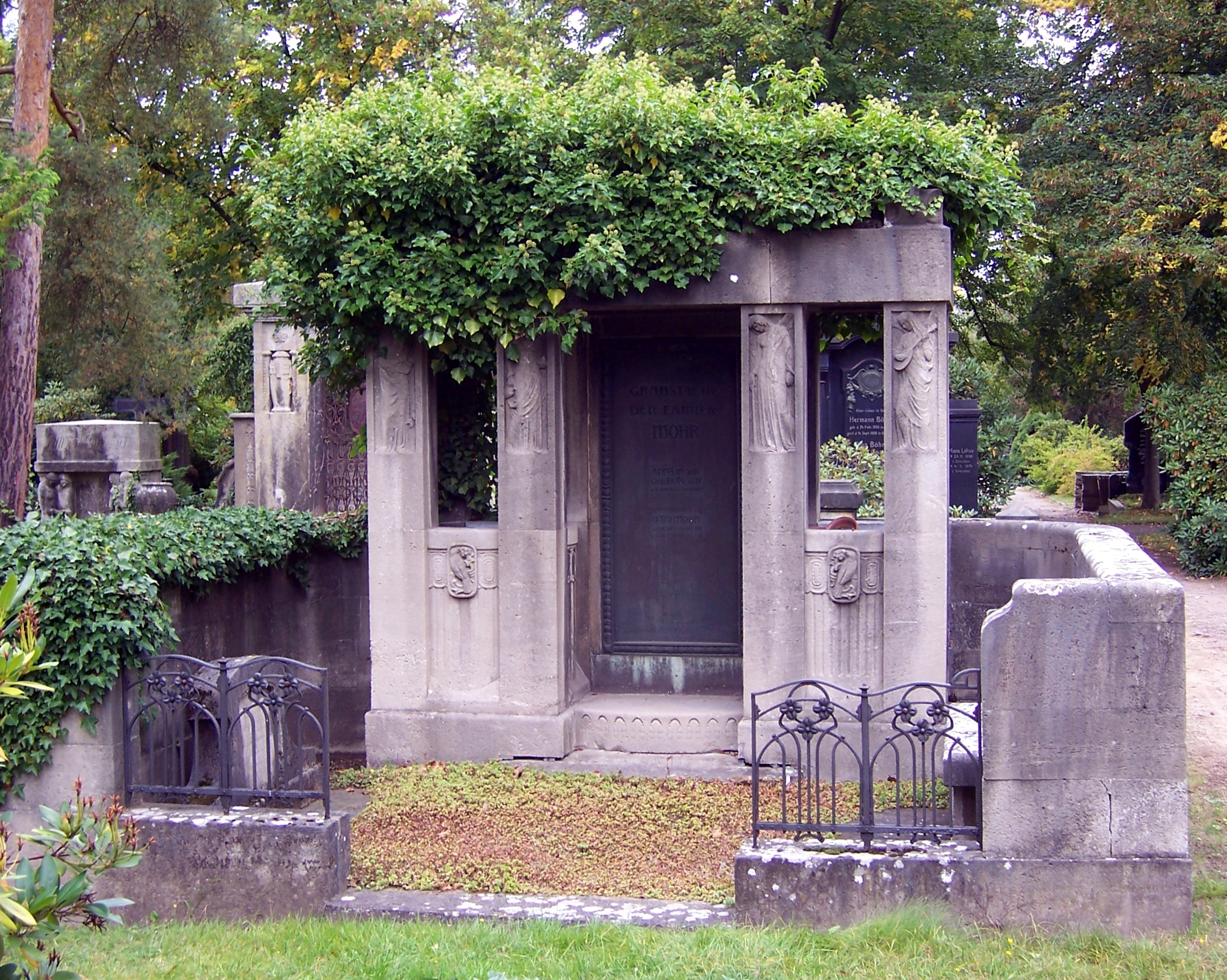
Sepultura de Otto Mohr no Johannisfriedhof em Dresden.

Mohr publicou entre 1874 e 1875 uma teoria de treliças, que ele desenvolveu utilizando o Princípio dos Trabalhos Virtuais.

## Obras
- Abhandlungen aus dem Gebiete der Technischen Mechanik. 1ª Edição 1906, 2ª Edição 1914, 3ª Edição 1928. Berlim: Wilhelm Ernst & Sohn. Ligação para a 1ª Edição.